# Maura Monti
Maura Monti, pseudonimo di Maura Fazi Pastorino (Genova, 11 agosto 1942), è un'attrice, conduttrice televisiva e giornalista italiana naturalizzata messicana.

## Biografia
Maura Monti all'età di cinque anni si trasferì con la famiglia a Caracas (Venezuela). Successivamente, studiò due anni a Londra ed imparò alla perfezione diverse lingue. Si è trasferita in Messico all'inizio degli anni '60, dove ebbe i propri inizi nel mondo dello spettacolo, principalmente dovuti alla sua bellezza, che la portò ad ottenere offerte di lavoro come modella in passerella, pubblicità e di piccoli ruoli nel cinema e nella TV messicana. Ha conseguito il riconoscimento come migliore modella televisiva dell'anno 1963 e diversi premi dalla prestigiosa rivista dell'epoca Cinelândia come l'attrice più sexy e carismatica. 
Nel cinema è diventata subito una grande star, girando un gran numero di film. Ha recitato nei panni della spia Silvana, che aveva una pianta carnivora come animale domestico. Il personaggio di Silvana è diventato molto amato su Internet in quanto ora è un'icona delle donne spie malvagie. Nel 1968 fu la protagonista in Batwoman - L'invincibile superdonna.
All'inizio degli anni '70, decise di ritirarsi dal cinema e di continuare brevemente in televisione con un programma di interviste. Dopo il primo matrimonio ha deciso di ritirarsi dallo schermo, iniziando a scrivere su prestigiose riviste dell'epoca. Nel 1978 è tornata in televisione come conduttrice per la prima stagione del programma En vivo.
All'inizio degli anni novanta si dedica all'insegnamento in una regione povera, in seguito del secondo matrimonio con il poeta e educatore José Antonio Reyes Matamoros.

## Filmografia parziale

### Cinema
- Cucurrucucú Paloma, regia di Miguel M. Delgado (1965)
- El pecador, regia di Rafael Baledón (1965)
- Il processo di Cristo, regia di Julio Bracho (1966)
- Uomini di roccia, regia di Raúl de Anda Jr.(1966)
- 48 ore per non morire, regia di Gilberto Gazcón (1966)
- Su Excelencia, regia di Miguel M. Delgado (1967)
- La morte in bikini, regia di Arturo Martínez (1967)
- Santo contra la invasión de los marcianos, regia di Alfredo B. Crevenna (1967)
- Don Juan 67, regia di Carlos Velo (1967)
- Báñame mi amor, regia di Emilio Gómez Muriel (1967)
- Un Latin lover en Acapulco, regia di Fernando Cortés (1967)
- Batwoman: l'invincibile superdonna, regia di René Cardona (1968)
- Despendida de casada, regia di Juan de Orduña (1968)
- El tesoro de Moctezuma, regia di  René Cardona Jr., René Cardona (1968)
- Blue Demon destructor de espias, regia di Emilio Gómez Muriel (1968)
- Los amores de Juan Charrasqueado, regia di Miguel M. Delgado (1968)
- María Isabel, regia di Federico Curiel (1968)
- Las vampiras, regia di Federico Curiel (1969)
- Cazadores de espías, regia di Rafael Baledón (1969)
- La casa de las muchacas, regia di Fernando Cortés (1969)
- El matrimonio es como el demonio, regia di René Cardona Jr. (1970)
- El despertar del lobo, regia di René Cardona Jr. (1970)
- Las tres magnificas, regia di Miguel Morayta (1970)
- Alien Terror, regia di Juan Ibañez (1971)

### Televisione
- En vivo, conduttrice TV (1978)